# تيوكزولون
تيوكولون (بالإنجليزية: Tioxolone)‏ هو مستحضرٌ مضادٌ لحب الشباب.